# Незалежність Молдови
Незалежність Молдови була офіційно визнана 2 березня 1992 року, коли Молдова стала членом ООН. Країна проголосила свою незалежність від Радянського Союзу 27 серпня 1991 року та була співзасновником пострадянської Співдружності Незалежних Держав. У грудні цього року Молдова стала повністю незалежною від Радянського Союзу, а через три місяці приєдналася до ООН.

## Умови

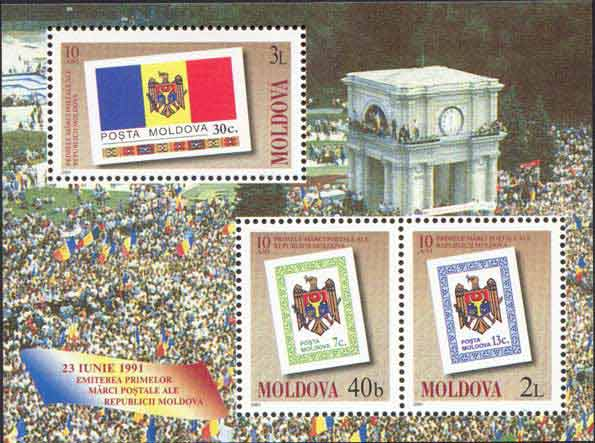
Поштова марка на честь дати 23 червня 1991 року, дати, коли парламент Молдови проголосував і проголосив незалежність Республіки Молдова.

У нових політичних умовах, створених після 1985 року політикою гласності, запровадженою Михайлом Горбачовим у 1986 році для підтримки перебудови (реструктуризації), Демократичний рух Молдови (рум. Mişcarea Democratică din Moldova), який у 1989 році став відомий як націоналістичний Народний фронт Молдови (FPM; рум. Frontul Popular din Moldova). Разом із кількома іншими радянськими республіками з 1988 року Молдова почала рух до незалежності.
27 серпня 1989 року FPM організувала масову демонстрацію в Кишиневі, яка стала відомою як Великі національні збори (рум. Marea Adunare Naţională), яка змусила владу Молдавської Радянської Соціалістичної Республіки прийняти 31 серпня 1989 року мовний закон, який проголошував молдовську мову, написану латинським шрифтом, державною мовою МССР. Також було встановлено її тотожність із румунською мовою.
Перші незалежні вибори до місцевого парламенту відбулися в лютому — березні 1991 року. Спікером парламенту обрано Мірчу Снєгура, а прем'єр-міністром — Мірчу Друка. 23 червня 1990 року парламент ухвалив Декларацію про суверенітет Радянської Соціалістичної Республіки Молдова, яка, серед іншого, передбачала верховенство законів Молдови над законами Радянського Союзу.
Після провалу спроби радянського державного перевороту 1991 року 27 серпня 1991 року Молдова проголосила свою незалежність. 21 грудня того ж року Молдова разом із більшістю колишніх радянських республік підписала установчий акт про утворення пострадянської Співдружності Незалежних Держав (СНД). 25 грудня 1991 року Молдова стала повністю незалежною від Радянського Союзу. Наступного дня Радянський Союз припинив своє існування. Оголосивши себе нейтральною державою, вона не приєдналася до військової гілки СНД. Через три місяці, 2 березня 1992 року, країна отримала офіційне визнання незалежної держави в ООН. У 1994 році Молдова стала членом програми НАТО «Партнерство заради миру», а також членом Ради Європи 29 червня 1995 року.

## Декларація проголошення незалежності Молдови
Декларація незалежності Республіки Молдова — документ, прийнятий парламентом Республіки Молдова після розпаду Радянського Союзу. Документ стверджує «тисячолітню історію» та «безперервну державність» в історичних та етнічних кордонах.
Республіка Молдова отримала офіційне визнання державності 2 березня 1992 року, коли вона стала членом ООН.

## Статус Придністров'я

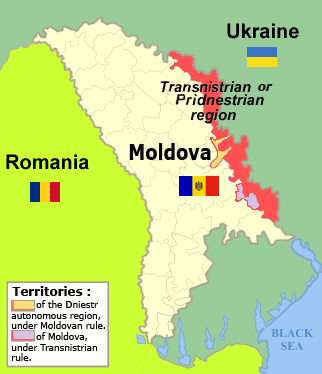
Придністровський район Молдови

У Декларації незалежності Молдови чітко і прямо стверджується суверенітет Молдови над територією Придністров'я, оскільки воно є «складовою частиною історичної та етнічної території нашого народу». Однак сама Декларація незалежності Молдови використовується як аргумент проти суверенітету Молдови над Придністров'ям, оскільки вона денонсує угоду від 23 серпня 1939 року між урядом Радянського Союзу та урядом нацистської Німеччини, єдину офіційну згадку про союз між дві території, «недійсні».